# Bino Bini
Bino Bini   (Liorna, 23 de gener de 1900 - Liorna, 5 d'abril de 1974) va ser un tirador d'esgrima italià, especialista en sabre, que va competir durant la dècada de 1920.
Va prendre part en els Jocs Olímpics d'Estiu de 1924 de París, on disputà dues proves del programa d'esgrima. Guanyà la medalla d'or en la competició de sabre per equips, mentre en la prova individual abandonà la final com a protesta per la desqualificació del seu company d'equip Oreste Puliti.
Quatre anys més tard, als Jocs d'Amsterdam, tornà a disputar dues proves del programa d'esgrima. Guanyà la medalla de plata en la prova de sabre per equips i la de bronze en la prova individual.
En el seu palmarès també destaca una medalla de bronze al Campionat del món d'esgrima de 1926 en la prova de sabre individual.